# الطريق إلى جهنم (كتاب)
كتاب الطريق إلى جهنم هو كتاب من تأليف الدكتور مصطفى محمود يتحدث فيه عن القوة الضاربة الأمريكية التي تساند إسرائيل .. بينما الإسلام والمسلمون في قفص الإتهام، وكل العالم قد تحالف عليهم، أي سلام سيكون بين طريفين هذا حظهما من المساندة .. ثم لا تكافؤ في أي شيء؟!!
إنه عقد إذعان أكثر منه اتفاقا وتراضيا .. وخميرة لغليان مستمر تحت السطح .. وظلم مستتر وغضب مكتوم .. وطريق مرصوف إلى جهنم.
ولن تستطيع سياسة التهدئة وأغاني السلام تمرير هذا الظلم على رؤوس ألف مليون مسلم .. إنما هو هدوء إلى أجل .. فنحن على كوكب دوار لا يدوم له حال .. وبعد برد الليل يأتي النهار، وبعد صقيع الشتاء تأتي الحرور .. وبعد سنوات الأمن والأمان تأتي الزلازل على كل بنيان مرتفع وعلى كل هامة عالية. وفي كتب التاريخ لا تتكرر صفحتان.

## مقتطفات من الكتاب
- “لا تخدعونا بهذا الزعم الكاذب بانه لا اسلام بدون حكم اسلامى فهى كلمة ظاهرها الرحمة وباطنها العذاب والإسلام موجود بطول الدنيا وعرضها وهو موجود كأعمق ما يكون الايمان بدون حاجة إلى تلك الاطر الشكلية . اغلقوا هذا الباب الذي يدخل منه الانتهازيون والمتآمرون والماكرون والكذبة إنها كلمة جذابة كذابة يستعملها الكل كحصان طروادة ليدخل إلى البيت الاسلامى من بابه لينسفه من داخله وهو يلبس عمامة الخلافة ويحوقل ويبسمل بتسابيح الاولياء . إنها الثياب التنكرية للاعداء الجدد .... اخبار الغربية مصطفى محمود : الحكم الاسلامى الأفضل لمصر - اخبار الغربية، اخبارطنطا، نادي طنطا الرياضي”
- “لقد حاربنا إسرائيل وحطمنا خط بارليف وعبرنا سيناء دون أن ننقلب إلى حكومة إسلامية. وقد حاربنا التتار وهزمناهم ونحن دولة مماليك .. وحاربنا بقيادة صلاح الدين القائد الكردى وكسرنا الموجة الصليبية ودخلنا القدس ونحن دولة مدنية لا دولة إسلامية .. و كنا مسلمين طوال الوقت و كنا نحارب دفاعا عن الإسلام في فدائية و إخلاص بدون تلك الشكلية السياسية التي اسمها حكومة اسلامية .. و لم تقم للإسلام دولة إسلامية بالمعنى المفهوم إلا في عهد الخلفاء الراشدين ثم تحول الحكم الإسلامى إلى ملك عضوض يتوارثه خلفاء أكثرهم طغاة و فسقة و ظلمة .. لا تخدعونا بهذا الزعم الكاذب بأنه لا إسلام بدون حكم إسلامى فهى كلمة ظاهرها الرحمة و باطنها العذاب و الإسلام موجود بطول الدنيا و عرضها و هو موجود كأعمق ما يكون الإيمان بدون حاجة إلى تلك الأطر الشكلية .. أغلقوا هذا الباب الذي يدخل منه الانتهازيون و المتآمرون و الماكرون و الكذبة إنها كلمة جذابة كذابة يستعملها الكل كحصان طروادة ليدخل إلى البيت الإسلامى من بابه لينسفه من داخله و هو يلبس عمامة الخلافة و يحوقل و يبسمل بتسابيح الأولياء .. إنها الثياب التنكرية للأعداء الجدد ..”

## وصلات خارجية
- فيديو حلقات الدكتور مصطفى محمود.
- مدونة الدكتور مصطفى محمود.
- "كان نائماً في سكينة تامة لم يستيقظ منها": ابنة مصطفى محمود لـ"العربية.نت": العالم الكبير رحل في هدوء،  العربية نت،  31 أكتوبر 2009.
- صفحة مصطفى محمود على موقع أبجد
- صفحة اقتباسات مصطفى محمود على موقع أبجد
- صفحة باسم الدكتور رائعة على الفيس بوك
- الفيلم الوثائقي العالم والايمان على اليوتيوب
- محمود تحميل كتب الدكتور مصطفى محمود كاملة pdf